# Custom Line 97'

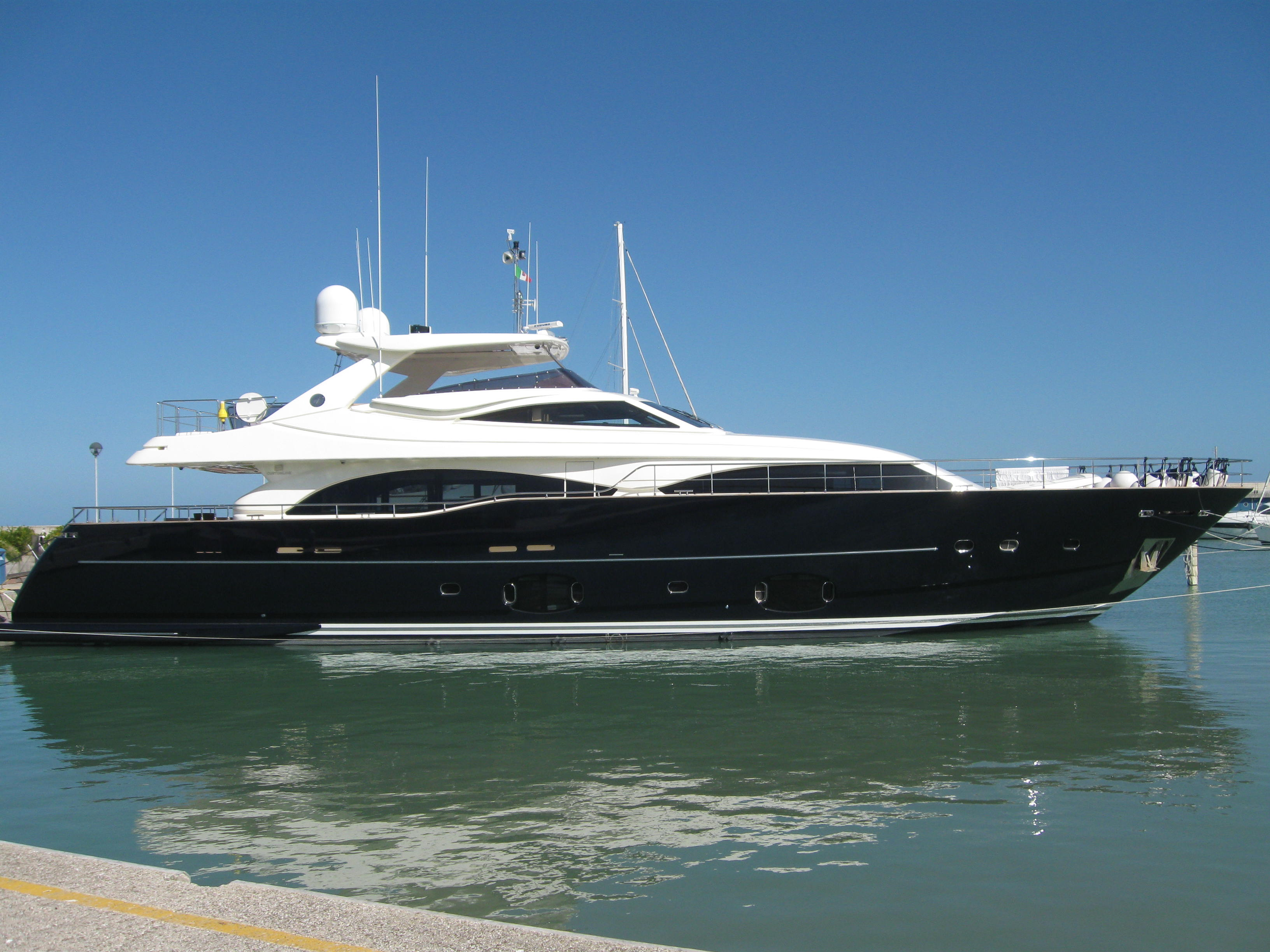
Vista laterale di un Custum Line 97’ ormeggiato al porto turistico di Fano.

Il Custom Line 97' è uno yacht prodotto dal cantiere navale italiano Custom Line del Gruppo Ferretti.

## Il contesto
Prodotto presso i cantieri di Fano, questo maxi yacht è realizzato in collaborazione dall'AYT di Ferretti e dallo studio Zuccon International Project. Il Custom Line 97' è un'imbarcazione di tipo planante costruita in materiale composito; lunga 29,70 metri (equivalenti a circa 97 piedi, da qui il nome) e larga 7,08, è in grado di imbarcare fino a 20 persone equipaggio compreso, e dispone di 2 configurazioni differenti da 4 e 5 cabine passeggeri (equipaggio escluso).
Il Custom Line 97' è spinto da 2 motori MTU 16V 2000 M93 da 2400 cavalli a 2450 giri al minuto, che gli permettono di raggiungere la velocità massima di 27 nodi.
Il Custom Line 97' ha fatto il proprio debutto al salone nautico di Genova del 2006.
Il Custom Line 97' è stato classificato dal RINA, con classificazione RINA 100-A-1.1 "Y".